# Литвинівська волость (Київська губернія)
Литвинівська волость — адміністративно-територіальна одиниця Київського повіту Київської губернії. Наприкінці ХІХ ст. років волость було ліквідовано, уся територія увійшла до складу Димерської волості.
Станом на 1886 рік складалася з 11 поселень, 9 сільських громад. Населення — 5034 осіб (2588 чоловічої статі та 2446 — жіночої), 603 дворових господарства.
|                     | Площа, десятин | У тому числі орної, дес. |
| ------------------- | -------------- | ------------------------ |
| Сільських громад    | 5390           | 4534                     |
| Приватної власності | 21217          | 1626                     |
| Казенної власності  | -              | —                        |
| Іншої власності     | 155            | 99                       |
| Загалом             | 26762          | 6259                     |

Основні поселення волості:
- Литвинівка — колишнє власницьке село, 1134 особи, 146 дворів, православна церква, лавка, водяний млин.
- Бабинці — колишнє власницьке село, 293 особи, 42 двори, православна церква, постоялий будинок, лавка, шкіряний та скляний заводи.
- Демидів — колишнє власницьке село при річці Ірпінь, 580 осіб, 77 двір, православна церква, постоялий будинок, 2 водяних млини.
- Луб'янка — колишнє власницьке село при річці Лубка, 1060 осіб, 135 дворів, православна церква, постоялий двір, лавка.